# Schlacht am Kap Colonna
Koordinaten: 39° 1′ 31,6″ N, 17° 12′ 7,8″ O
Die Schlacht am Kap Colonna oder Schlacht bei Crotone am 15. Juli 982 war eine Schlacht zwischen dem Heer des Kaisers Otto II. und dem Heer der Sarazenen unter dem Emir Abu al-Qasim. Sie endete mit der Niederlage Ottos II.

## Vorgeschichte
Mit dem Tod des byzantinischen Kaisers Johannes Tzimiskes 976 war das oströmische Reich in eine schwere Regierungskrise gestürzt worden, die den griechischen Besitz in Süditalien den Überfällen der Sarazenen schutzlos auslieferte. Abu al-Qasim, ein nomineller Gefolgsmann der in Kairo regierenden Fatimiden, stieß von Sizilien aus auf das Festland vor, konnte aber eine Zeit lang von Pandulf „Eisenkopf“, dem langobardischen Fürsten von Capua, Benevent und Spoleto und dann auch von Salerno, in Schach gehalten werden.
Pandulfs Tod im März 981 und die Schwäche seiner Söhne und Nachfolger brachten Kaiser Otto II. nun dazu, in die Auseinandersetzung einzugreifen. Ob dies auch unter dem Einfluss der Kaiserin Theophanu geschah oder ob diese von dem Unternehmen eher abriet, ist zumindest strittig. Otto forderte 2100 Panzerreiter mit Ausnahme von Sachsen aus allen Teilen des nordalpinen Reichsteiles an. Er versuchte, die Thronfolgewirren bei den Langobarden in den Griff zu bekommen, und akzeptierte dabei die tatsächlichen Ergebnisse der inneren Kämpfe, um sein eigentliches Ziel nicht zu gefährden.

## Schlachtverlauf
Obwohl die Sarazenen bis Kalabrien vorgedrungen waren, musste sich Otto II. erst mit der Stadt Tarent auseinandersetzen (er operierte auf nominell byzantinischem Gebiet), die er mit starken Kräften angriff, aber trotz des militärischen Aufwandes nicht erobern konnte. Die Truppen des byzantinischen Kaisers Basileios II. (976–1025) schlugen den Angriff zurück und fügten den Kaiserlichen eine schwere Niederlage zu, welche die kurz darauf folgende Niederlage gegen die Araber nur noch vervollständigen sollte. Zwar behaupteten deutsche Chronisten, Otto hätte Tarent nach einer Belagerung eingenommen, diese These wird allerdings durch keine anderen (fremden) Quellen gestützt oder bestätigt, erscheint angesichts des nach der Sarazenenschlacht 982 erfolgenden raschen Rückzuges der Truppen Ottos relativ unglaubwürdig und ist mit ziemlicher Sicherheit als Ausdruck politischen Wunschdenkens anzusehen. Darauf weist auch der Umstand hin, dass Otto sich trotz des eindeutigen Misserfolges den römischen „Kaisertitel“ zulegte – freilich ohne jede reale Bedeutung. Die Schlacht am Kap Colonna und die Flucht des kaiserlichen Heereszuges zurück nach Norden sowie die in den späteren Jahrzehnten erneut gescheiterten Versuche deutscher Könige (u. a. Heinrich II.), in Unteritalien Fuß zu fassen und byzantinisches Gebiet anzugreifen, besiegelten den glücklosen Zug des ottonischen Heeres und die vergeblichen Bemühungen der deutschen Kaiser in Italien um eine dauerhafte Expansion nach Süden. 
Am 15. Juli traf das an der Ostküste entlang ziehende Heer auf einer Ebene am Kap Colonna südlich von Crotone auf die dort wartenden Sarazenen. Ohne ausreichende Nahaufklärung ging die kaiserliche Streitmacht zum Angriff über und schien die Schlacht schon gewonnen zu haben, als der Emir fiel und das sarazenische Zentrum zurückzuweichen begann. Es handelte sich jedoch nur um die übliche Gefechtsführung bei Anwendung der schiefen Schlachtordnung, was von den vordringenden Truppen nicht bemerkt wurde. Auf dem linken Flügel der Sarazenen in den angrenzenden Schluchten versteckte Reiterei fiel dem aufrückenden rechten Flügel des Reichsheeres in die Flanke. Das überrumpelte kaiserliche Heer wurde fast vollständig vernichtet. Der Kaiser selbst entkam mit einer Handvoll Begleitern, darunter sein slawischer Leibwächter Heinrich Zolunta, in Richtung Küste. Vor dem anrückenden Feind warf er seine Waffen und seine Rüstung von sich und floh auf einem fremden Pferd ins Wasser. Er wurde von der Besatzung eines byzantinischen Schiffes aufgefischt und vermutlich nur gegen ein hohes Lösegeld wieder freigelassen.

## Verluste
Zu den Gefallenen im kaiserlichen Heer zählten:
- Heinrich I., Bischof von Augsburg
- Gunther von Merseburg, Markgraf im Bistum Merseburg (Ekkehardiner)
- Burkhard und Dedi, möglicherweise Brüder von Dietrich, dem Stammvater der Wettiner
- Otto I. Herzog von Schwaben und Bayern (Liudolfinger) überlebte die Schlacht, starb aber auf dem Rückweg am 31. Oktober in Lucca. Sein Leichnam wurde von den Seinen über die Alpen nach Aschaffenburg gebracht.
- Werinheri, Abt von Fulda, überlebte wie Otto II. ebenfalls die Schlacht und verstarb auf dem Rückweg am 30. Oktober 982 in Lucca. Er wurde in Borgo San Donnino (heute Fidenza) bei Parma beigesetzt.[3]
- Nahezu das gesamte Kontingent abodritischer Panzerreiter, das nach Angaben bei Adam von Bremen[4] 1000 Mann stark war.[5] Ihr Anführer Mistislaw kehrte nur mit wenigen Überlebenden zurück.

## Folgen
- Beide Seiten hatten so hohe Verluste hinnehmen müssen, dass der Feldzug faktisch beendet war und die Sarazenen sich nach Sizilien zurückzogen.
- Diese erste schwere Niederlage eines deutschen Kaisers erregte im Reich ungeheures Aufsehen und hatte Wirkungen in Deutschland, die die Folgen in Süditalien in den Schatten gestellt haben dürften. Der Reichstag in Verona am 27. Mai 983 – vom sächsischen Adel erbeten – führte zu einer Schwächung der Autorität des Kaisers: Die durch den Tod des Neffen des Kaisers frei gewordenen Herzogtümer Schwaben und Bayern wurden nicht mehr mit Mitgliedern der kaiserlichen Familie besetzt. Immerhin wählten die Großen Ottos dreijährigen Sohn Otto zum Mitkönig und brachten ihn nach Aachen zur Krönung und Erziehung.
- Begünstigt von der Schwächung des Reiches begann an der sächsischen Ostgrenze am 29. Juni 983 der Lutizenaufstand, in dessen Verlauf die slawischen Stämme die Missionsbistümer Havelberg und Brandenburg zerstörten, sich von der Tributpflicht befreiten und die ostfränkisch-deutsche Expansion nach Osten für rund 150 Jahre zum Erliegen brachten.